# Thom van Bergen
Thom van Bergen (* 6. Januar 2004 in Haren, heute ein Stadtteil von Groningen, Niederlande) ist ein niederländischer Fußballspieler.
Der Mittelfeldspieler, der auch auf der rechten Außenbahn spielen kann, genoss seit seiner Kindheit die Ausbildung des FC Groningen und hatte im Januar 2023 sein Profidebüt gegeben. Zudem ist van Bergen auch Nachwuchsnationalspieler seines Herkunftslandes.

## Karriere

### Laufbahn im Verein
Thom van Bergen wurde im Ort Haren, welches seit 2019 ein Stadtteil von Groningen ist, geboren und spielte in seiner Kindheit beim ortsansässigen Verein v.v. Gorecht, bevor er in die Fußballschule des FC Groningen wechselte. Dort unterschrieb er im Dezember einen Profivertrag mit einer Laufzeit bis Mitte 2025 und gab dann am 8. Januar 2023 im Alter von 19 Jahren bei der 0:1-Niederlage bei Excelsior Rotterdam sein Profidebüt in der Eredivisie. In der Folgezeit saß van Bergen mal auf der Ersatzbank, mal spielte er. Der FC Groningen stieg zum Ende der Saison in die Keuken Kampioen Divisie ab. Dennoch blieb Thom van Bergen seinem Jugendverein treu und verlängerte seinen Vertrag bis Mitte 2026. Als Mittelstürmer gehörte er nun zu den Stammspielern und trug mit neun Toren sowie sechs Vorlagen zum umgehenden Wiederaufstieg bei. Zudem erreichte van Bergen mit dem FC Groningen das Halbfinale im KNVB-Beker, wo gegen Feyenoord Rotterdam Endstation war.

### Karriere in der Nationalmannschaft
Am 10. Oktober 2024 gab Thom van Bergen beim 1:0-Sieg im Testspiel in Almelo gegen Mexiko sein Debüt für die U21-Nationalmannschaft von „Oranje“.